# San-Damiano
Pour les articles homonymes, voir San Damiano.
San-Damiano est une commune française située dans la circonscription départementale de la Haute-Corse et le territoire de la collectivité de  Corse. Le village appartient à la piève d'Ampugnani, en Castagniccia.

## Urbanisme

### Typologie
Au 1er janvier 2024, San-Damiano est catégorisée commune rurale à habitat très dispersé, selon la nouvelle grille communale de densité à sept niveaux définie par l'Insee en 2022.
Elle est située hors unité urbaine. Par ailleurs la commune fait partie de l'aire d'attraction de Bastia, dont elle est une commune de la couronne,. Cette aire, qui regroupe 93 communes, est catégorisée dans les aires de 50 000 à moins de 200 000 habitants,.

### Occupation des sols
L'occupation des sols de la commune, telle qu'elle ressort de la base de données européenne d’occupation biophysique des sols Corine Land Cover (CLC), est marquée par l'importance des forêts et milieux semi-naturels (99,9 % en 2018), une proportion identique à celle de 1990 (100 %). La répartition détaillée en 2018 est la suivante : 
forêts (94 %), espaces ouverts, sans ou avec peu de végétation (5,9 %). L'évolution de l’occupation des sols de la commune et de ses infrastructures peut être observée sur les différentes représentations cartographiques du territoire : la carte de Cassini (XVIIIe siècle), la carte d'état-major (1820-1866) et les cartes ou photos aériennes de l'IGN pour la période actuelle (1950 à aujourd'hui).

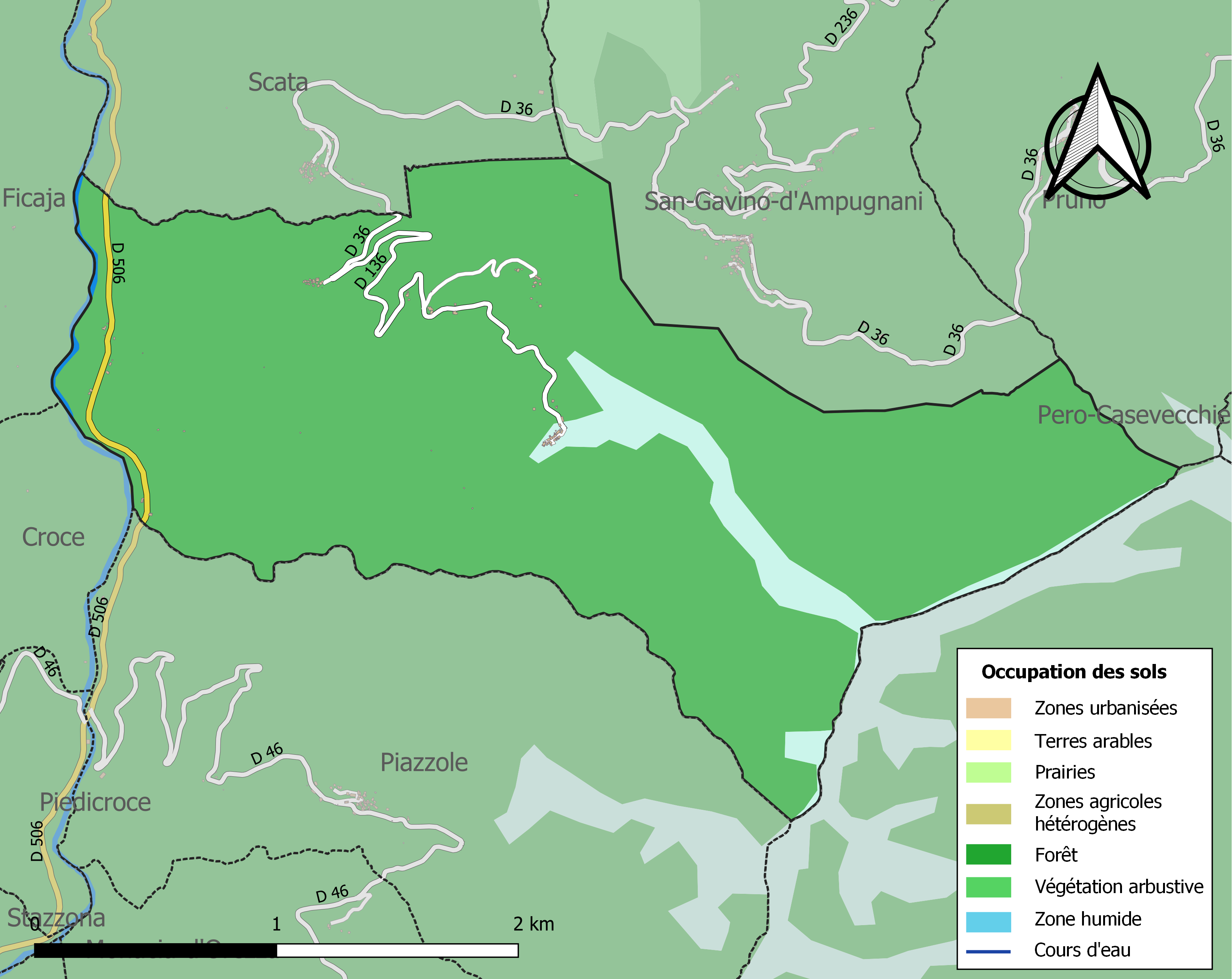
Carte des infrastructures et de l'occupation des sols de la commune en 2018 (CLC).

## Politique et administration
| Période                                  | Période   | Identité              | Étiquette    | Qualité     |
| ---------------------------------------- | --------- | --------------------- | ------------ | ----------- |
| Les données manquantes sont à compléter. |           |                       |              |             |
|                                          | Août 1884 | Mathieu Agostini      | Bonapartiste |             |
| avant 1981                               | 1989      | Mathieu Guidicelli    |              |             |
| 1989                                     | 1995      | Joseph Grimaldi       |              |             |
| 1995                                     | 2001      | Lucien Sicurani       |              |             |
| 2001                                     | 2014      | Marie-Hyacinthe Paoli | UMP          |             |
| 2014                                     | En cours  | Étienne Giudicelli    | DVG          | Agriculteur |

## Démographie
L'évolution du nombre d'habitants est connue à travers les recensements de la population effectués dans la commune depuis 1800. Pour les communes de moins de 10 000 habitants, une enquête de recensement portant sur toute la population est réalisée tous les cinq ans, les populations de référence des années intermédiaires étant quant à elles estimées par interpolation ou extrapolation. Pour la commune, le premier recensement exhaustif entrant dans le cadre du nouveau dispositif a été réalisé en 2008.

En 2022, la commune comptait 54 habitants, en évolution de −5,26 % par rapport à 2016 (Haute-Corse : +5,15 %, France hors Mayotte : +2,11 %).
| 1800 | 1806 | 1821 | 1831 | 1836 | 1841 | 1846 | 1851 | 1856 |
| ---- | ---- | ---- | ---- | ---- | ---- | ---- | ---- | ---- |
| 358  | 221  | 275  | 318  | 337  | 325  | 358  | 345  | 358  |

| 1861 | 1866 | 1872 | 1876 | 1881 | 1886 | 1891 | 1896 | 1901 |
| ---- | ---- | ---- | ---- | ---- | ---- | ---- | ---- | ---- |
| 355  | 371  | 357  | 334  | 313  | 411  | 335  | 337  | 346  |

| 1906 | 1911 | 1921 | 1926 | 1931 | 1936 | 1946 | 1954 | 1962 |
| ---- | ---- | ---- | ---- | ---- | ---- | ---- | ---- | ---- |
| 322  | 277  | 289  | 225  | 268  | 300  | 152  | 112  | 105  |

| 1968 | 1975 | 1982 | 1990 | 1999 | 2006 | 2008 | 2013 | 2018 |
| ---- | ---- | ---- | ---- | ---- | ---- | ---- | ---- | ---- |
| 71   | 65   | 58   | 34   | 38   | 46   | 48   | 55   | 59   |

| 2022 | - | - | - | - | - | - | - | - |
| ---- | - | - | - | - | - | - | - | - |
| 54   | - | - | - | - | - | - | - | - |

## Lieux et monuments
- Église paroissiale Saint-Côme-et-Saint-Damien.
- Chapelle Saint-Pancrace.
- Chapelle Saint-Antoine-de-Padoue au hameau de Bonifaziu.
- Chapelle Notre-Dame des Neiges au hameau d'Alzi.
- Chapelle Sainte-Barbe au hameau de Monte d'Olmo.